# 比尔·梅森
威廉·“比尔”·梅森（英語：William "Bill" Mason，1950年8月20日—），英国男子赛艇运动员。他曾代表英国参加世界赛艇锦标赛，获得一枚银牌。他也曾参加1972年和1976年夏季奥运会。